# Roger Caillois
Roger Caillois [rožé kajoa] (3. března 1913, Remeš – 21. prosince 1978, Le Kremlin-Bicêtre) byl francouzský spisovatel, sociolog, filozof a literární kritik.

## Život
Studoval na prestižní École normale supérieure. K jeho blízkým spolupracovníkům v oblasti sociologie patřili Georges Dumézil, Alexandre Kojève, Marcel Mauss či Georges Bataille, do jehož revue Acéphale přispíval. Měl také blízko k členům literární skupiny Vysoká hra (Grand jeu) a k francouzským surrealistům, zejména k Roger Gilbert-Lecomtovi, René Daumalovi, André Bretonovi, s nímž se však roku 1935 rozešel a přiklonil se k „novému racionalismu“ G. Bachelarda. Roku 1939 odjel na pozvání spisovatelky a mecenášky Victorie Ocampo do Argentiny a podílel se na francouzském zahraničním odboji. Po 2. světové válce pracoval pro UNESCO. Do francouzštiny překládal díla Jorge Luis Borgese, jemuž věnoval i teoretickou studii. V nakladatelství Gallimard vedl edici La croix du sud (Jižní kříž) věnovanou jihoamerické literatuře. Snažil se o vytvoření tzv. všeobecné estetiky založené na estetice přírody – za tím účelem studoval řadu fenoménů, od mimetismu po kameny.

## Dílo
- L'Homme et le sacré (1939)
- Puissances du roman (1942)
- La Communion des forts, études sociologiques (1944)
- Les Impostures de la poésie (1945)
- Le Rocher de Sisyphe (1946)
- Vocabulaire esthétique (1946)
- Babel, orgueil, confusion et ruine de la littérature (1948)
- Quatre essais de sociologie contemporaine (1951)
- L'Incertitude qui vient des rêves (1956)
- Art poétique. Commentaires. Préface aux poésies. L'Énigme et l'Image. Suivi de traductions de la Vajasameyi Samhita (1958)
- Les Jeux et les hommes: le masque et le vertige (1958)
- Méduse et Cie (1960)
- Ponce Pilate (1961)
- Esthétique généralisée (1962)
- Bellone ou la pente de la guerre (1963)
- Le Mimétisme animal (1963)
- Instincts et société, essais de sociologie contemporaine (1964)
- Au cœur du fantastique (1965)
- Pierres (1966)
- L'Écriture des pierres (1970)
- La Dissymétrie (1973)
- La Pieuvre : essai sur la logique de l'imaginaire (1973)
- Approches de la poésie : les impostures de la poésie, aventure de la poésie moderne, art poétique, reconnaissance à Saint-John Perse, résumé sur la poésie, ouverture (1978)
- Le Champ des signes : récurrences dérobées, aperçu sur l'unité et la continuité du monde physique, intellectuel et imaginaire, ou premiers éléments d'une poétique généralisée (1978)
- Trois leçons des ténèbres (1978)
- Le Fleuve Alphée (1978)
- Approches de l'imaginaire (1979)
- La Lumière des songes (1984)
- Pierres réfléchies (2004)
- Images du labyrinthe (2007)
- Jorge Luis Borges (2009)